# Red Parrot
El Red Parrot o pez loro es un híbrido creado por el hombre, muy social y un poco temperamental con tendencia a quedarse en el fondo aunque puede variar.

## Distribución y hábitat
Al ser un híbrido creado por el hombre y no existir en la naturaleza, el Pez Perico no tiene un hábitat natural.   

## Origen
De origen incierto, el experto Taiwanés Cher Chan (Editor de la revista Taiwanesa AquaLife) menciona que este pez fue creado a finales los años 80 mediante la hibridación de las especies centroamericanas Amphilophus citrinellus y Paratheraphs synspilum Apareciendo el mercado los primeros ejemplares en 1986.  
También hay teorías que involucran a otras especies, pero la proximidad de Chan con los criadores asiáticos hace que su información sea la más fiable de cuantas existen. Otros peces nombrados como origen probable de este pez son los  encuadrados anteriormente en el género Cichlasoma (redistribuido en varios géneros en la actualidad): Cichlasoma erythraeum, Paratheraps fenestratum y Heros severus.[cita requerida]

## Acuario ideal
De un mínimo  de 80 litros se necesitan 40 litros cada uno, su paisaje puede variar desde rocas y troncos hasta plantas naturales y flotantes ya que no existe en la naturaleza, para un acuario de 120 litros se pueden poner un máximo de 3 ejemplares.

## Descripción
Es un pez mayormente redondo con una deformidad entre la cabeza y su aleta dorsal. Ejemplares de esta especie, tienen en mayor o menor medida el estómago desplazado y contraído por la vejiga natatoria, columna vertebral desviada, boca deformada con imposibilidad para cerrarla por completo, etc. En algunos ejemplares los opérculos no llegan a tapar las branquias, dejándolas expuestas a todo tipo de infecciones. Algunos presentan ciertas anomalías en los ojos, en mayor o menor grado según los ejemplares. 
Hay dos variedades más de esta especie, un parrot sin aleta caudal y con forma de corazón, denominado "Love Heart” en el que la forma se consigue amputando con una cuchilla la aleta caudal cuando son muy jóvenes, para conseguir que las aletas anal y dorsal se cierren sobre el hueco dejado por esta.
La variedad "King Kong" tiene más semejanza con la típica forma de los perciformes, aunque sigue teniendo el problema de no poder cerrar la boca completamente. También hay en el mercado un tipo conocido como "Killin parrot", que no es más que un parrot con colores característicos de flowerhorn.

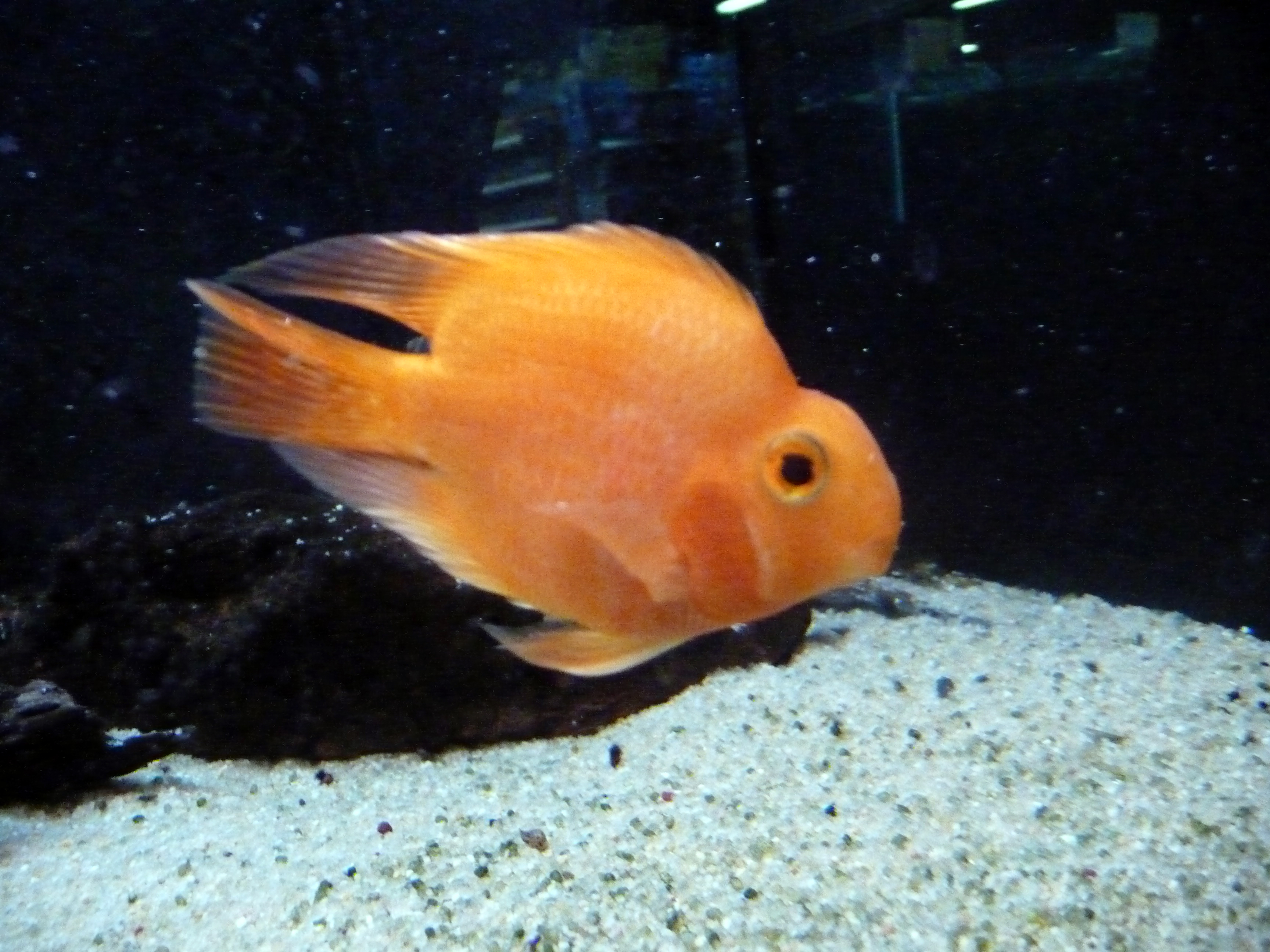

Es de color rojo a naranja. A estos peces se los pintaba cuando eran jóvenes por medio de inyección de color u hormonas las cuales hacen que el pez sufra o no se desarrolle como debe. Afortunadamente hoy en día estos colores se los implanta en forma trangenica, por lo que el animal no sufre las prácticas antiguas de coloración, Por estas prácticas en los mercados se encuentran parrots de colores verdes, azules, amarillos, rosas o con líneas negras, etc.

## Comportamiento
Al ser un ciclido es algo territorial. Aparte de eso es muy curioso y sociable, hace pareja con cualquier otra especie del acuario. Como otros ciclidos grandes, el parrot establece una relación con el que le da comida. Si hay algún pez pequeño, lo estuviese persiguiendo y si le es posible lo lastimará pero casi nunca es algo serio. También este pez suele defender a sus compañeros de acuario.

### Alimentación
Es un pez omnívoro y acepta todo lo que le des excepto lechuga y vegetales similares. Hay que tener en cuenta que por su forma de la boca, se le hace difícil comer y algún pez más rápido puede quitarle la comida.

### Reproducción
Los machos son estériles al ser un pez híbrido.

## En cautividad
Necesitan estar en grupos de 5 o en un acuario de 100 litros más y también se pueden juntar con las siguientes especies:
- Heros severus
- Astronotus ocellatus
- Amatitlania nigrofasciata

y otros cíclidos de tamaño grande o mediano.

### Expectativa de vida y tamaño máximo
La expectativa de vida varia debido a las hormonas y tintes los cuales hacen que no se desarrolle como debe y muere prematuramente. Si se consigue criar un parrot de forma adecuada pueden llegar a vivir unos 10 a 15 años como la mayoría de los cíclidos centroamericanos. Su tamaño máximo puede alcanzar las 12 (30,48cm) pulgadas si se desarrolla normalmente.